# Judit de Baviera
Reina Judit o Judit de Baviera (probablemente 795/ 807-19 de abril de 843) fue la segunda esposa de Ludovico Pío o Luis I el Piadoso, emperador carolingio y rey de los francos.

## Biografía
Era la hija del conde Welf y una noble sajona, Eduviges, duquesa de Baviera (Heilwig, 780–826). Judit fue el primer miembro de la Casa antigua de Güelf, que tuvieron un papel importante en el reino franco. Su hermana Emma se casó en 827 con Luis el Germánico, un hijo de Luis I el Piadoso de su primer matrimonio.
No hay fuentes que acrediten el lugar y fecha exactos de su nacimiento. Los historiadores deducen que nació en o antes de 805 considerando que las muchachas del reino carolingio eran elegibles para casarse alrededor de los doce años y su matrimonio con el rey Ludovico tuvo lugar en 819.
Al morir la reina Ermengarda, la primera esposa de Ludovico y madre de sus hijos Luis el Germánico, Pipino y Lotario, el 3 de octubre de 818, los consejeros de Ludovico le urgieron a que se casara otra vez.
Poco después de las Navidades de 819, Judit contrajo matrimonio con Ludovico en Aquisgrán. Como dote obtuvo el monasterio de San Salvador de Brescia.
Las fuentes históricas muestran un vacío sobre Judit de cuatro años, entre su matrimonio en 819 y el nacimiento de Carlos en 823. El papel de Judit y su prominencia en la corte verían un incremento notable después de que naciera su hijo, pues ella quiso establecer una base política y cortesana para Carlos, en contra de la amenaza que Lotario suponía para su sucesión.
La pareja tuvo una hija: Gisela (n. 820) y un hijo: Carlos el Calvo. El nacimiento de su hijo llevó a una gran disputa en la sucesión imperial, lo que causó tensiones entre ella y los medio hermanos de Carlos, que procedían del primer matrimonio. La ordinatio Imperii fue una reconfiguración de la división de la herencia de Carlomagno. El hijo mayor de Ludovico, Lotario, se convertiría en coemperador a la muerte de Carlomagno y recibiría toda Frankia. Los hermanos menores de Lotario, Pipino, de 19 años, y Luis el Germánico, de 10, heredarían Aquitania y Baviera, respectivamente (los regna). Uno de los puntos problemáticos para Lotario fue el papel del sobrino de Ludovico, Bernardo de Italia, que tenía 19 años. Bernardo había gobernado Italia desde 810. Pero la ordinatio imperii no especificaba que Bernardo fuera el inmediato sucesor y que siguiera gobernando Italia. En consecuencia, Bernardo, alarmado por el hecho de que su futura herencia estaba en peligro, se alzó contra Ludovico. Esta rebelión fue aplastada rápidamente por las tropas de Ludovico. Bernardo fue cegado y moriría el 17 de abril de 818.
El nacimiento de Carlos, así como el matrimonio de Lotario en 821, significaron que dos casas imperiales estaban ahora luchando por el dominio. La mayor parte de la información sobre Judit se refiere a las actividades que realizó en favor de su hijo y los intentos de asegurarle la sucesión al trono. Sus futuros políticos dependían el uno del otro, de manera que si Judit enviudaba, su futuro como emperatriz podría ser amenazado por sus hijastros que ya no tenían preocupaciones políticas o familiares sobre su porvenir.
Los tres hijos de Ludovico Pío se rebelaron contra su padre para controlar la sucesión carolingia. Para controlar al rey y su corte, tenían que reemplazar la corte actual, controlada por Judit, con la suya propia. Se acusó a Judit de tener una relación incestuosa con el ahijado de Ludovico, Bernardo de Septimania. Esto hizo que la exiliaran en 830 a Italia, al monasterio de santa Radegunda. Tras la crisis, regresó a Aquisgrán y continuó esforzándose para que Carlos tomara el control.
Al morir Ludovico en 840 en su palacio de Ingelheim, Judit ayudó a Carlos en su campaña contra Lotario. Envió tropas que lo ayudaran a asegurarse Aquitania en 841. En abril de ese mismo año, Carlos recibió su corona y todos los símbolos reales, lo que los contemporáneos de la época consideraron como un acto divino. Lo más probable, sin embargo, es que Judit supiera muy bien dónde estaba Carlos y le enviara los objetos de la realeza.
Cayó en desgracia cuando la esposa de Carlos, Ermentrudis de Orleans, ascendió al poder. Con la introducción de una nueva reina, Judit perdió importancia, lo que llevó a su retiro forzoso, así como a la entrega de las tierras y la riqueza que aún controlaba. Moriría el 19 de abril de 843 en Tours, sobreviviendo a su esposo en solo tres años. Finalmente fue enterrada en 843 en San Martín de Tours.